# Anne Askew

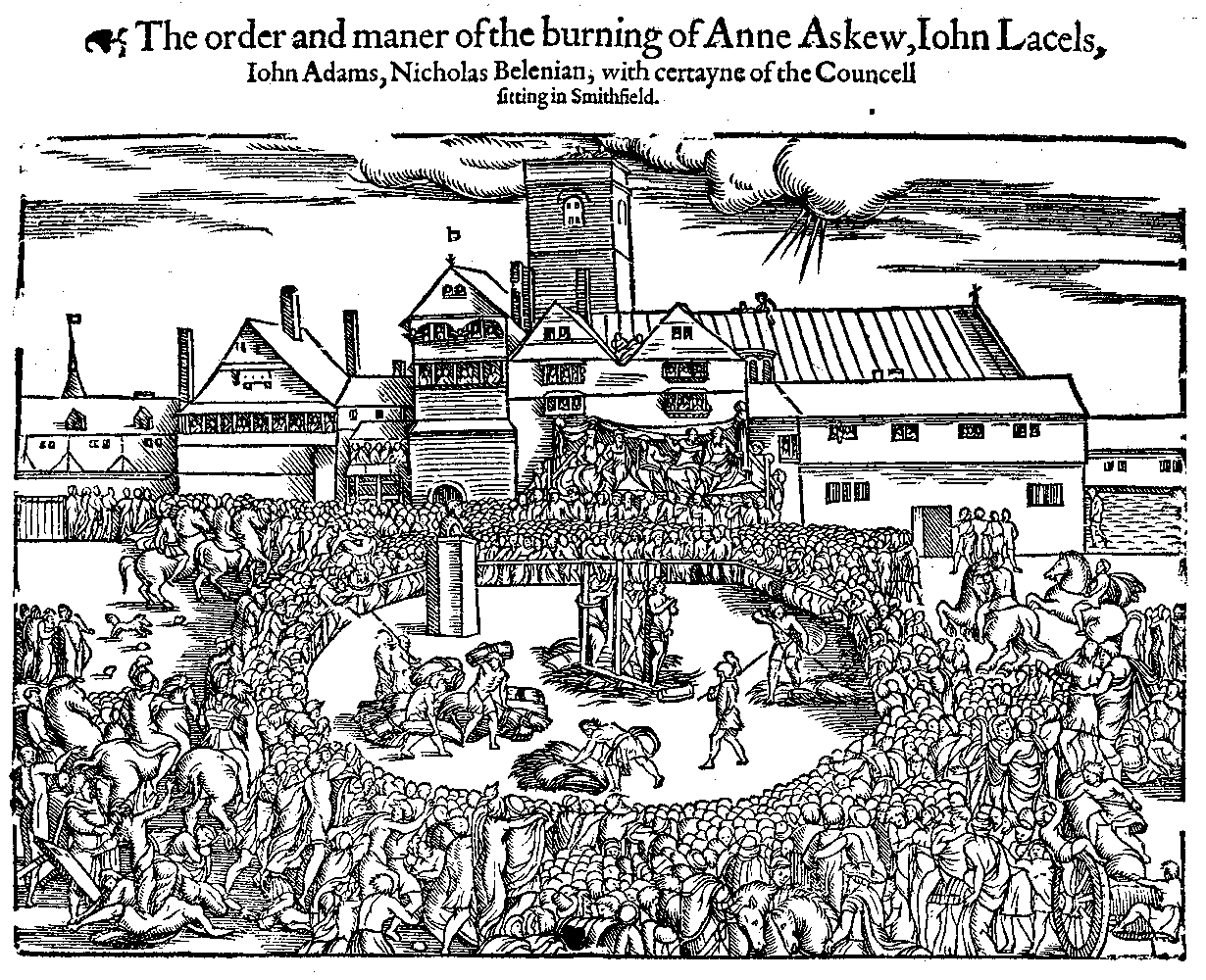
Hinrichtung von Anne Askew

Anne Askew (* 1521 in Stallingborough, Lincolnshire; † 16. Juli 1546 in Smithfield, London) wurde in England zur Zeit König Heinrichs VIII. als protestantische Märtyrerin bekannt.

## Hintergrund
Heinrichs VIII. Bruch mit Rom bedeutete nur die Ablehnung des Papstes als oberste kirchliche Autorität. Die meisten katholischen Gebräuche und Dogmen wurden jedoch beibehalten, weshalb fortan in England sowohl Protestanten als auch Papisten als Ketzer verfolgt wurden, denn beide wichen von den Lehren der neu gegründeten Anglikanischen Kirche ab.

## Leben
Anne Askew stammte aus einer Adelsfamilie. Ihr Vater William Askew (auch A(y)scough) († 1540/41) war ein wohlhabender Landbesitzer und Gentleman am Hof von Heinrich VIII. Ab 1529 war er Mitglied im Parlament. Über seine religiöse Einstellung und seinen Beitrag zur Erziehung seiner Tochter ist nichts bekannt. Man weiß aber, dass er um 1533 seinen Sohn Edward im Haushalt des Erzbischofs Thomas Cranmer unterbrachte und 1536 zu den Richtern gehörte, die Anne Boleyn verurteilten.
Mit 15 Jahren wurde Anne gezwungen, den katholischen Adligen Thomas Kyme zu heiraten. Eigentlich war ihre ältere Schwester als Kymes Ehefrau vorgesehen, aber da diese starb, musste Anne an ihre Stelle treten. Anne weigerte sich auch nach der Heirat und der Geburt zweier Kinder, den Namen Kyme anzunehmen, und nannte sich weiterhin Askew. Während ihrer Ehe las sie die ins Englische übersetzte Bibel, deren Lektüre Frauen bei einmonatiger Haftstrafe verboten war. Dabei kam sie zu der Erkenntnis, dass die katholische Lehre der Transsubstantiation unbiblisch sei. Auch versuchte sie, die Scheidung von ihrem Mann mit der Begründung, er sei nicht gläubig, zu erreichen. Ihr Mann, der die protestantischen Lehren ablehnte, warf seine Frau aus dem Haus.

### Wirken für den Protestantismus
Nach der Trennung von Kyme ging Anne Askew nach London, wo sie als „gospeller“ oder Predigerin weiterhin für den Protestantismus eintrat. Sie verteilte verbotene Bücher und knüpfte Kontakte zu einflussreichen Personen; u. a. soll sie mit Catherine Parr, Heinrichs VIII. letzter Frau, in Verbindung gestanden haben. 1545 ließ ihr Mann sie verhaften und zurück nach Lincolnshire bringen. Anfang 1546 wurde sie erneut verhaftet, doch der Bischof von London Edmund Bonner, der sich später unter Königin Maria I. den Ruf eines fanatischen Protestantenjägers erwarb, ließ Milde walten und ließ sie nach zwölf Tagen gegen ein Bestechungsgeld gehen. Jasper Ridley stellt in seiner Biographie Heinrichs VIII. fest: „Er (Bonner) war von ihrer (Anne Askews) Intelligenz und ihren guten Manieren beeindruckt und machte es ihr leicht, zu widerrufen.“
Anne setzte jedoch ihre ketzerischen Aktivitäten fort und wurde im Mai 1546 erneut verhaftet. Bei den Verhören bewies sie ihre Bibelkenntnis. So sagte sie u. a., sie wolle lieber fünf Verse in der Bibel lesen, woraus sie Besserung und Erbauung finde, als in der Kirche fünf Messen hören. „Wenn einer auf die Messe als ein verdienstliches Werk mehr Vertrauen setzt als in das Blut Christi, das doch für uns vergossen ist, so wäre das Abgötterei und eine schreckliche Gotteslästerung.“ Außerdem sagte sie, es sei genug, wenn sie ohne Ohrenbeichte Gott allein ihre Sünde bekenne. Sie würde auch nicht im Geringsten daran zweifeln, dass er sie anhöre und ihr ihre Sünden vergeben wolle, weil sie ja ein bußfertiges Herz habe.
Im Tower wurde sie vom Kommandanten Thomas Kingston derart gefoltert, dass sie danach weder gehen noch stehen konnte. Sie blieb bei ihren Aussagen. Kingston war von ihrer Tapferkeit so beeindruckt, dass er sich weigerte, sie erneut zu foltern. Also führte Lordkanzler Thomas Wriothesley, 1. Earl of Southampton, die peinliche Befragung selbst durch. Kingston beichtete seinen Ungehorsam dem König, der ihm verzieh. Anne Askew wurde am 18. Juni 1546 zum Tod auf dem Scheiterhaufen verurteilt. Ihr Ziel, Askew dazu zu bringen, die Königin Catherine Parr und andere evangelische Frauen am Hof der Ketzerei zu beschuldigen, hatten Wriothesley und seine Parteigänger nicht erreicht.
Die im Gefängnis geschriebenen Werke von Anne Askew – Berichte über den Prozess und die Verhöre, religiöse Gedichte, eine Ballade, eine Bearbeitung des 54. Psalms – wurden 1546/47 von John Bale (1495–1563) und 1563 erneut von John Foxe in seinem Buch über die Märtyrer veröffentlicht. Sie stand seit 1590/96 auf dem Index Librorum Prohibitorum in der 1. Klasse häretischer Schriftsteller (als „Anna“ oder auch „Andreas à Skeuue“ u. ä.).

### Hinrichtung
Anne Askew wurde am 16. Juli 1546 zusammen mit drei weiteren Protestanten, John Lassens, John Hadlam und John Hensley (nicht jedoch mit den gelegentlich genannten Nicholas Belenian und John Adams), als Ketzerin auf dem Scheiterhaufen verbrannt. Da sie nach der Folter weder gehen noch stehen konnte, wurde sie auf einem Stuhl auf dem Scheiterhaufen festgebunden. Um ihr Leiden abzukürzen, wurde ihr ein Lederbeutel mit Sprengpulver umgehängt.

## Gedenktag
16. Juli im Evangelischen Namenkalender.

## Schriften
- John Bale (Hrsg.): The First Examinacyon of the worthye servaunt of god Mastres Anne Askewe, latelye martyred in Smythfelde, by the Romysh popes vpholders, with the Elucydacyon of Johan Bale, fingierter Druckort Marburg [tatsächlich: Derick van der Straten, Wesel][6] 1546
- John Bale (Hrsg.): The lattre examinacyon of the worthye servaunt of God mastres Anne Askewe, lately martyred in Smythfelde, by the wycked Synagoge of Antichrist, with the Elucydacyon of Johan Bale, fingierter Druckort Marburg [tatsächlich: Derick van der Straten, Wesel] 1547
- Anne askew, intituled, I am a vvoman, poor and blind, 1570
- Anne Manning. Passages in the Life of the Faire Gospeller, Mistress Anne Askew, 1866